# Vidame d’Amiens
Der Vidame d’Amiens war der oberste Militärkommandeur des Bischofs von Amiens.

## Geschichte
Die ersten bekannten Amtsträger kamen aus der Familie der Herren von Picquigny, die im 14. Jahrhundert ausstarb. Die Erbin der Familie Picquigny, Marguerite, heiratete 1342 Robert d’Ailly. Dessen Linie endete mit Charlotte Eugénie, die 1620 Honoré d’Albert († 1649) heiratete, 1621 Herzog von Chaulnes, Marschall von Frankreich, der aufgrund dieser Ehe manchmal auch Chaulnes-Picquigny genannt wurde. Deren ältester Sohn Henri Louis trug den Titel eines Vidame d’Amiens, bevor er die Nachfolge seines Vaters antrat. Auch die Erben der Herzöge von Chaulnes nutzten den Titel, so der 3. Herzog von Luynes für seinen zweiten Sohn Louis Auguste.

## Liste der Vidames d’Amiens

### Haus Picquigny
- Eustache de Picquigny, 1066 bezeugt, Vidame d’Amiens
- Arnoul, Sire de Picquigny, Vidame d’Amiens
- Guérmond I. de Picquigny († um 1131), Bruder oder Sohn von Arnoul
- Gérard I. de Picquigny († 1176/78), dessen Sohn
- Guermond II. de Picquigny († um 1206), dessen Sohn
- Enguerrand I. de Picquigny († 1224), dessen Sohn
- Gérard II. de Picquigny († um 1248), dessen Sohn
- Jean I. de Picquigny († 1304), dessen Sohn, Vidame d’Amiens
- Jean II. de Picquigny († um 1340), dessen Sohn,
- Renault de Picquigny, Vidame d’Amiens
- Marguerite de Picquigny († nach 1377), Vidamesse d’Amiens
  - ⚭ (I) Jean de Pierrepont († 1326/28), Seigneur de Pierrepont, 1326 Sire de Picquigny, Vidame d'Amiens
  - ⚭ (II) 1342 Robert d’Ailly

### Haus Ailly
- Baudouin d'Ailly († 1415), deren (?) Sohn, Seigneur de Picquigny, Vidame d’Amiens
- Raoul III. d’Ailly († 1463), dessen Sohn, Seigneur de Picquigny, Vidame d’Amiens
- Jean II. d’Ailly († 1492), deren Sohn, Vidame d’Amiens, Seigneur de Picquigny
- Charles I. d‘Ailly († 1522), dessen Sohn,
- Antoine d'Ailly, dessen Sohn, Baron de Picquigny, Vidame d’Amiens
- Charles II., dessen Sohn, Baron de Picquigny, Vidame d’Amiens
- Emmanuel Philibert d’Ailly († 1619), Baron de Picquigny, Vidame d’Amiens
- Claire Charlotte Eugénie d’Ailly († 1681), Dame de Picquigny, Vidamesse d’Amiens
  - ⚭ 1620 Honoré d’Albert, 1621 Duc de Chaulnes. (Durch die Heirat wird Honoré d’Albert neuer Vidame d'Amiens)

### Haus Albert
- Henri Louis d’Albert († 1653), deren Sohn, Vidame d’Amiens, dann 2. Duc de Chaulnes
- Charles d’Albert d’Ailly († 1698), dessen Bruder, 1653 3. Duc de Chaulnes,
- Louis Auguste d’Albert d’Ailly († 1744), Vidame d’Amiens, 4. Duc de Chaulnes
- Louis Marie d’Albert († 1724), dessen Sohn, Vidame d’Amiens
- Michel Ferdinand d’Albert d’Ailly († 1769), dessen Bruder, 5. Duc de Chaulnes, 1743 Vidame d’Amiens